# لك (إسبانيا)
لُك أو أو أقش أو لقش أو لوغو (غاليسية: Lugo لوغو)، هي إحدى بلديات مقاطعة لوغو إحدى مقاطعات إسبانيا، و التي تقع في منطقة جليقية شمال غرب إسبانيا. يبلغ عدد سكانها 97,635 نسمة وفقاً لإحصائية سنة (2010).

## المناخ
يظهر الجدول التالي التغييرات المناخية على مدار السنة للوغو:
| البيانات المناخية لـلوغو                                    | البيانات المناخية لـلوغو | البيانات المناخية لـلوغو | البيانات المناخية لـلوغو | البيانات المناخية لـلوغو | البيانات المناخية لـلوغو | البيانات المناخية لـلوغو | البيانات المناخية لـلوغو | البيانات المناخية لـلوغو | البيانات المناخية لـلوغو | البيانات المناخية لـلوغو | البيانات المناخية لـلوغو | البيانات المناخية لـلوغو | البيانات المناخية لـلوغو |
| الشهر                                                       | يناير                    | فبراير                   | مارس                     | أبريل                    | مايو                     | يونيو                    | يوليو                    | أغسطس                    | سبتمبر                   | أكتوبر                   | نوفمبر                   | ديسمبر                   | المعدل السنوي            |
| ----------------------------------------------------------- | ------------------------ | ------------------------ | ------------------------ | ------------------------ | ------------------------ | ------------------------ | ------------------------ | ------------------------ | ------------------------ | ------------------------ | ------------------------ | ------------------------ | ------------------------ |
| الدرجة القصوى °م (°ف)                                       | 20.3 (68.5)              | 23.8 (74.8)              | 27.8 (82.0)              | 31.8 (89.2)              | 34.0 (93.2)              | 36.4 (97.5)              | 41.2 (106.2)             | 40.8 (105.4)             | 37.8 (100.0)             | 30.6 (87.1)              | 22.4 (72.3)              | 23.4 (74.1)              | 41.2 (106.2)             |
| متوسط درجة الحرارة الكبرى °م (°ف)                           | 10.6 (51.1)              | 12.3 (54.1)              | 15.2 (59.4)              | 15.7 (60.3)              | 19.3 (66.7)              | 22.3 (72.1)              | 24.4 (75.9)              | 25.2 (77.4)              | 23.0 (73.4)              | 18.3 (64.9)              | 13.3 (55.9)              | 11.0 (51.8)              | 17.6 (63.7)              |
| المتوسط اليومي °م (°ف)                                      | 6.2 (43.2)               | 7.0 (44.6)               | 9.2 (48.6)               | 10.0 (50.0)              | 13.2 (55.8)              | 16.1 (61.0)              | 18.2 (64.8)              | 18.5 (65.3)              | 16.4 (61.5)              | 12.9 (55.2)              | 8.9 (48.0)               | 6.9 (44.4)               | 12.0 (53.6)              |
| متوسط درجة الحرارة الصغرى °م (°ف)                           | 1.8 (35.2)               | 1.7 (35.1)               | 3.0 (37.4)               | 4.3 (39.7)               | 7.2 (45.0)               | 9.9 (49.8)               | 12.0 (53.6)              | 11.8 (53.2)              | 9.8 (49.6)               | 7.6 (45.7)               | 4.5 (40.1)               | 2.7 (36.9)               | 6.3 (43.3)               |
| أدنى درجة حرارة °م (°ف)                                     | −9.2 (15.4)              | −7.4 (18.7)              | −8.2 (17.2)              | −4.6 (23.7)              | −1.0 (30.2)              | 1.4 (34.5)               | 4.2 (39.6)               | 1.6 (34.9)               | 0.6 (33.1)               | −2.2 (28.0)              | −7.4 (18.7)              | −10 (14)                 | −10 (14)                 |
| الهطول مم (إنش)                                             | 114 (4.5)                | 87 (3.4)                 | 80 (3.1)                 | 102 (4.0)                | 81 (3.2)                 | 52 (2.0)                 | 34 (1.3)                 | 36 (1.4)                 | 68 (2.7)                 | 137 (5.4)                | 144 (5.7)                | 134 (5.3)                | 1٬052 (41.4)             |
| متوسط أيام هطول الأمطار (≥ 1.0 mm)                          | 14                       | 11                       | 11                       | 14                       | 12                       | 7                        | 5                        | 5                        | 8                        | 14                       | 14                       | 14                       | 129                      |
| متوسط الرطوبة النسبية (%)                                   | 83                       | 79                       | 74                       | 75                       | 73                       | 73                       | 73                       | 72                       | 75                       | 81                       | 85                       | 85                       | 77                       |
| ساعات سطوع الشمس الشهرية                                    | 86                       | 101                      | 146                      | 160                      | 191                      | 211                      | 231                      | 240                      | 179                      | 135                      | 86                       | 85                       | 1٬851                    |
| المصدر: Agencia Estatal de Meteorología (normals 1981-2010) |                          |                          |                          |                          |                          |                          |                          |                          |                          |                          |                          |                          |                          |

## توأمة
للوغو (إسبانيا) اتفاقيات توأمة مع كل من:
- يوكنعام
- فيرول
- دينان
- فيانا دو كاستيلو
- تشنهوانغداو

## أعلام
- فابريسيانو غونزاليز
- مانويل رودريغيز لوبيز
- سيفيرينو ريخا
- ديف هولاند
- أليساندرا أغيلار
- كلاوديو رودريغيز
- كارمين بلانكو
- لويس بيمنتل